# 消防沙桶

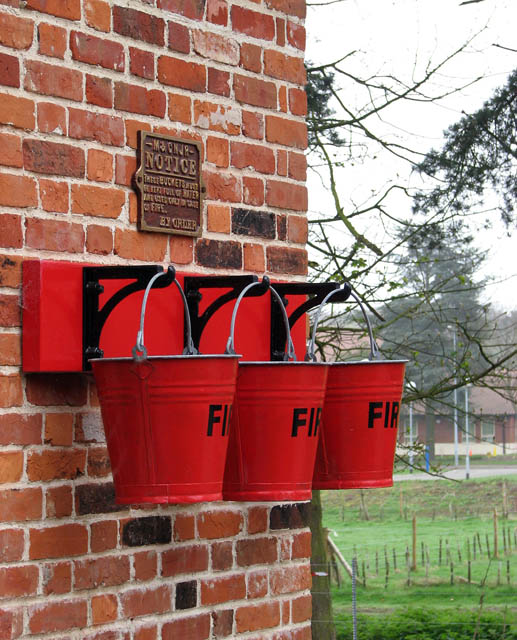
掛在外牆的消防沙桶

消防沙桶（英語：Fire bucket）是一個裝有沙的金屬桶，可用於撲滅火災。作為一種消防設備，通常桶身會漆成紅色，並且標示為消防沙桶或防火沙桶。當桶中的沙子被傾倒在火上時，空氣被沙堆阻隔，火種因為得不到氧氣供給而熄滅。消防沙桶的沙子可用於吸收燃油，以便清理洩漏在地面的汽油或柴油，故此常見於加油站，在進行化學實驗的實驗室也可見此滅火裝置。
消防沙桶適合控制燃油產生的小火，原因是油料可浮於水面上，潑水可導致火種擴大，所以對於燃油引起的火警，應使用消防沙桶或非水劑類的滅火器，一旦火勢仍未受控，便要噴灑針對化學品火警的消防泡沫。